# Patrick Weil

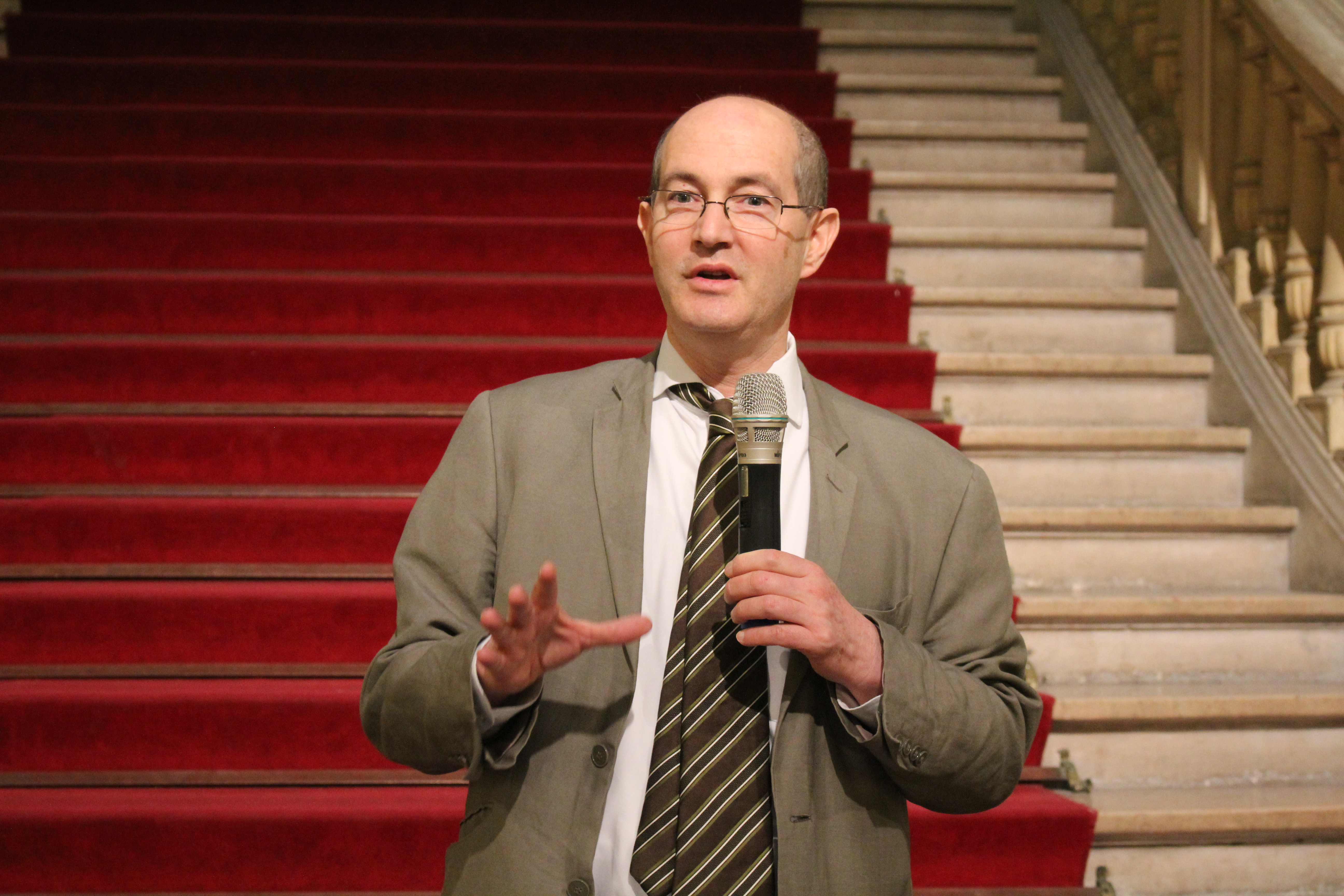
Patrick Weil (2015)

Patrick Weil (* 14. Oktober 1956 in Neuilly-sur-Seine) ist ein französischer Politikwissenschaftler. Er ist Forschungsdirektor am Centre national de la recherche scientifique (CNRS) der Sorbonne.

## Leben
Weil absolvierte ein Masterstudium in Öffentlichem Recht an der École supérieure des sciences économiques et commerciales in Paris, bevor er in Politikwissenschaft promovierte. Er arbeitete 1981 und 1982 als Abteilungsleiter des Staatssekretariats für Einwanderer. Er war Mitglied der Commission Stasi, die 2003 von Jacques Chirac zur Untersuchung des Laizismus in Frankreich eingesetzt wurde. In der Kommission unter dem Vorsitz von Bernard Stasi (1930–2009) ging es um das Kopftuchverbot an öffentlichen Schulen in Frankreich. Außerdem war er Vorstandsmitglied der Cité nationale de l’histoire de l’immigration (Museum für die Geschichte der Einwanderung). Dieses Amt gab er zusammen mit sieben anderen am 18. Mai 2007 aus Protest gegen die Schaffung eines Ministeriums für Einwanderung und nationale Identität durch Nicolas Sarkozy ab.
Derzeit ist er Gastprofessor für Rechtswissenschaften und Oscar M. Ruebhausen Distinguished Senior Fellow und Senior Research Scholar an der Yale Law School.

## Forschungsschwerpunkte
Seine Forschungsschwerpunkte sind vergleichendes Staatsbürgerschafts- und Einwanderungsrecht sowie Geschichte und Verfassungsrecht.

## Veröffentlichungen (Auswahl)
- mit Jacqueline Costa-Lascoux: Logiques d’Etats et immigrations. Kimé, Paris 1992, ISBN 978-2908212129
- mit Randal Hansen: Nationalité et citoyenneté en Europe. La Découverte, Paris 1998, ISBN 978-2707131409
  - Towards a European Nationality. Citizenship, Immigration and Nationality Law in the EU. Macmillan, Houndmills 2000
- Qu’est-ce qu’un Français? Histoire de la nationalité française de la Révolution à nos jours. Grasset, 2002
  - How to Be French: Nationality in the Making since 1789. Duke University Press, 2008
- mit Andreas Fahrmeir, Olivier Faron: From Europe to North America, Migration Control in the Nineteenth Century, The Evolution of States Practices in Europe and the United States from the French Revolution to the Inter-War Period. Berghahn Books, New York/London 2003
- mit Marie-Claude Blanc-Chaléard, Stéphane Dufoix: L’Étranger en questions du Moyen Âge à l’an 2000. Le Manuscrit, Paris 2005, ISBN 978-2748159844
- La République et sa diversité: Immigration, intégration, discrimination. Le Seuil, Paris 2005, ISBN 978-2020693776
- mit Rémi Fabre, Guillaume Tronchet, Laurent Joly: Politiques de la laïcité au XXe siècle. PUF, Paris 2007, ISBN 978-2130559009
- The Sovereign Citizen: Denaturalization and the Origins of the American Republic. University of Pennsylvania Press, 2013
- mit Nicolas Truong: Le Sens de la République. Grasset, 2016
- De la laïcité en France. Grasset, Paris 2021, ISBN 978-2246827757